# مارك جوميز
مارك جوميز (بالفرنسية: Marc Gomez)‏ هو دراج فرنسي، ولد في 19 سبتمبر 1954 في رين في فرنسا.

## وصلات خارجية
- مارك جوميز على موقع أرشيف الدراجات (الإنجليزية)
- مارك جوميز على موقع إحصائيات الدراجات الإحترافية (الإنجليزية)
- مارك جوميز على موقع CycleBase (الإنجليزية)